# Viktor Nekrasov

Viktor Platonovič Nekrasov (rusko Виктор Платонович Некрасов), sovjetski pisatelj, novinar in urednik, * 17. junij 1911, Kijev, † 3. september 1987, Pariz.
Nekrasov je leta 1936 z odliko diplomiral iz arhitekture, nato pa je med letoma 1937 in 1941 delal kot igralec in scenograf v kijevskem gledališču. Med drugo svetovno vojno se je boril v bitki za Stalingrad, ki jo je po vojni opisal v svoji prvi knjigi V okopih Stalingrada (V okopakh Stalingrada). Roman je leta 1947 dobil Stalinovo nagrado.
Kasneje je Nekrasov postal glasen kritik stalinove politike, zaradi česar je bil leta 1973 izključen iz komunistične partije in je moral kasneje zapustiti Sovjetsko zvezo.
1. ↑  Brockhaus Enzyklopädie
2. ↑  data.bnf.fr: platforma za odprte podatke — 2011.